# Christophe Marie
Christophe Marie (ou Marye), bourgeois de Paris, né vers 1580 et mort vers 1653, fut l'entrepreneur général des ponts et chaussées du Royaume de France de 1608 à sa mort.

## Biographie
Christophe Marie est issu d’une grande famille de maîtres maçons actifs à la fin du XVIe siècle.  
À la suite d'un contrat royal obtenu de Marie de Médicis en 1614 (mère et régente de Louis XIII) pour réunir et consolider les îles Notre-Dame et l'île aux vaches, il est le constructeur des bases de l'île Saint-Louis, telle que nous la connaissons, avec notamment  
1/ la construction du Pont Marie (donnant accès à l'île unifiée),  
2/ le renforcement de l'ensemble des berges en pierre et  
3/ le dessin des rues de l'île en damier, avant son lotissement par de riches familles bourgeoises et proches du pouvoir de Louis XIII puis de Louis XIV. 
Il est dit fils de Guillaume Marrier et de Marie de La Bretesche d'après certaines généalogies de la famille Marrier. 
Il épouse vers 1605 Simone de La Noue (morte en 1631), veuve de Guillaume Collet maître maçon, et mère de trois enfants. De ce mariage naîtront trois filles. 
Après la mort de sa première femme en 1631, Christophe Marie se remarie avec Sybille Morélie et a eu un fils, Étienne, né en 1639 et mort en 1646, à l’âge de 7 ans.
Christophe Marie signait Marye.

## Œuvres
Entrepreneur Général des Ponts de France, il a construit seul ou à plusieurs un certain nombre de ponts au sein du Royaume de France : 
- Pont de Neuilly (Paris) en 1608,
- Pont Marie (Paris) en 1614[8],[9],
- Pont de l'Archevêché, maintenant pont Bonaparte (Lyon) en 1634,
- Pont de Mirabeau (Mirabeau) en 1635.